# Mario Golf (videojoc)
Mario Golf és un videojoc esportiu desenvolupat per Camelot Software Planning i publicat per Nintendo per la Nintendo 64 el 1999. Al joc, en Mario, els seus amics i enemics juguen a golf en una varietat de cursos temàtics de Mario. Seguint amb NES Open Tournament Golf, és el segon joc de la saga Mario Golf.
Va sortir una versió per a Game Boy Color  desenvolupat també per Camelot Software Planning. A diferència de la versió de la consola, inclou elements de videojoc de rol.

## Jugabilitat
Els jugadors trien entre diversos personatges, incloent en Mario, Luigi, Princesa Peach, Yoshi, i Wario. El joc també presenta en Plum, Sonny, Harry, Maple, i Charlie, nous personatges creats per Camelot específicament per al joc, que no han aparegut fins ara (a excepció de l'aparició de Plum com a trofeu a Super Smash Bros. Melee i com a adhesiu a Super Smash Bros. Brawl). Els jugadors poden, a continuació, seleccionar una sèrie de cursos amb característiques adaptades al món de Nintendo. Mario Golf és molt fàcil de jugar (també conegut com a joc "pick up and play", pren i juga), ja que fa que el golf sigui molt senzill, ja que elimina molts dels aspectes complicats de la vida real de l'esport que es troben en jocs com Tiger Woods PGA Tour 2006. Tot i que el joc és fàcil de jugar i d'aparença senzilla, el motor del joc és molt profund i hi ha una gran quantitat de variables que poden afectar un llançament, com la força i la direcció del vent (indicat per un Boo), pluja, atributs individuals dels personatges, girar sobre la pilota i alleugerir la terra. Hi ha una gran varietat de modes de joc, incloent-hi la velocitat de la partida, l'anella, mini golf i les tipus de partida. Cada personatge del joc ha enregistrat mostres de veu que es poden fer servir per comentar els cops de l'adversari.

### Transfer Pak
Aquest joc inclou compatibilitat pel Transfer Pak amb la versió de Game Boy Color de Mario Golf. Els jugadors poden pujar personatges i dades trobades a la versió de Game Boy a la versió de Nintendo 64. Aquests personatges es poden reproduir en 3D completament. A més, les dades de la versió de Nintendo 64 es guarden a la versió del joc de Game Boy Color. Després de jugar una ronda amb un personatge de GBC, aquest personatge guanyarà punts d'experiència. La funcionalitat del Transfer Pak no està inclosa a la versió de Virtual Console.

## Rebuda
La versió de Nintendo 64 va rebre "aclamació universal", segons el lloc web Metacritic. Al Japó, Famitsu va donar a ambdues versions de la consola una puntuació de 30/40.

## Continuació
Una seqüela d'aquest joc, Mario Golf: Toadstool Tour, va ser alliberat per al Nintendo GameCube el 2003.